# Девушка с юга
«Девушка с юга» (англ. A Southern Maid) — британский музыкальный фильм 1933 года Гарри Хьюджеса с Биби Даниелс в главной роли. Основан на одноимённой оперетте Гарольда Фрейзера-Симсона. Входит в цикл кинооперетт, популярных в Англии в середине 1930-х годов. Сюжет рассказывает о молодой испанке, которая к недовольству своего отца выходит замуж за скромного и небогатого англичанина.

## В ролях
- Биби Даниелс — Хуанита / Долорес
- Клиффорд Моллисон — Джек Рауден / Уиллоуби
- Нэнси Браун — Карола
- Хал Гордон — Педро
- Моррис Харви — Васко
- Лупино Лейн — Антонио Лопес
- Бейзил Радфорд — Том
- Эми Венесс — Донна Роза
- Харри Уэлчмен — Франсиско дель Фуэго